# Dvorazmerje
Dvórazmérje (tudi anharmonično razmerje) je v matematiki število, ki opisuje medsebojno lego štirih kolinearnih točk, še posebej točk na projektivni premici. Obstajajo različice tega koncepta za četverico premic v šopu na projektivni ravnini ali četverico točk na Riemannovi sferi.
Ime dvorazmerje izvira iz dejstva, da gre za razmerje dveh razmerij.
Dvorazmerje se pri racionalnih linearnih transformacijah ohranja in je dejansko edina projektivna invarianta četverice točk, ter tvori osnovo projektivne geometrije. V Cayley-Kleinovem modelu hiperbolične geometrije je razdalja med točkama izražena z izrazi določenega dvorazmerja.
Dvorazmerje so definirali že v zgodnjem starem veku, verjetno že Evklid. Obravnaval ga je Papos, ki je opazil njegove glavne invariantne značilnosti. Zelo podrobno so ga raziskovali v 19. stoletju.

## Dvorazmerje realnih števil
Realna števila x, y, u in v si lahko predstavljamo kot točke na realni osi. Dvorazmerje teh točk oziroma števil je enako:
{\displaystyle D(x,y,u,v)={\frac {x-u}{y-u}}:{\frac {x-v}{y-v}}\!\,.}
Z isto formulo lahko definiramo tudi dvorazmerje štirih kompleksnih števil.

## Dvorazmerje v projektivni geometriji
Dvorazmerje je zelo pomembno v projektivni geometriji, saj se pri projektivnih preslikavah ne spreminja - ostaja invariantno.
Za opis točk na projektivni premici po navadi uporabimo homogene koordinate. Denimo, da imajo štiri točke na projektivni premici naslednje homogene koordinate:
{\displaystyle X(x_{1},x_{2}),\qquad Y(y_{1},y_{2}),\qquad U(u_{1},u_{2}),\qquad V(v_{1},v_{2})\!\,.}
Dvorazmerje teh štirih točk je potem enako:
{\displaystyle D(X,Y,U,V)={\frac {x_{1}u_{2}-x_{2}u_{1}}{y_{1}u_{2}-y_{2}u_{1}}}:{\frac {x_{1}v_{2}-x_{2}v_{1}}{y_{1}v_{2}-y_{2}v_{1}}}\!\,.}
Če je dvorazmerje enako −1, rečemo, da točke sestavljajo harmonično četverko.